# Victory Mountains
Die Victory Mountains sind eine Gruppe von Bergen, die sich über eine Länge von 160 km und eine Breite von 80 km an der Ostküste des ostantarktischen Viktorialands erstrecken und in erster Linie vom Polarplateau, vom Mariner-Gletscher, vom Tucker-Gletscher, vom Whitehall-Gletscher und vom Ross-Meer begrenzt werden. Die Grenze zwischen diesen Bergen und den nordwestlich gelegenen Concord Mountains ist dagegen weniger exakt zu bestimmen, liegt aber in etwa unweit des Thomson Peak. Höchste Erhebungen sind Mount Riddolls (3295 m), Mount Hancox (3245 m), Mount Phillips (3035 m), Mount Burton (2740 m), der Gless Peak (2630 m), Mount Alberts (2320 m) und Mount Brewster (2025 m).
Der vom Ross-Meer einsehbare Abschnitt der Victory Mountains wurde bei den Expeditionen James Clark Ross’, Carsten Egeberg Borchgrevinks, Ernest Shackletons und Robert Falcon Scotts erfasst. Die Kartierung des inneren Teils des Gebirges erfolgte hauptsächlich mittels Luftaufnahmen der United States Navy und mithilfe von Vermessungsarbeiten US-amerikanischer und neuseeländischer Mannschaften in den 1950er und 1960er Jahren. Teilnehmer der New Zealand Geological Survey Antarctic Expedition (1957–1958) benannten sie in Anlehnung an die Benennung der nahegelegenen Admiralitätsberge im Hinblick auf die siegreiche Royal Navy (engl. victory = Sieg).